# Мюндезе
Мюндезе (нем. Mündesee) — озеро в Германии, расположенное к северу от города Ангермюнде в Укермарке, регион Уккермарк.
Южный берег озера находится в двух минутах ходьбы от центра Ангермюнде. Озеро тесно связано с историей города и созданием городского герба.

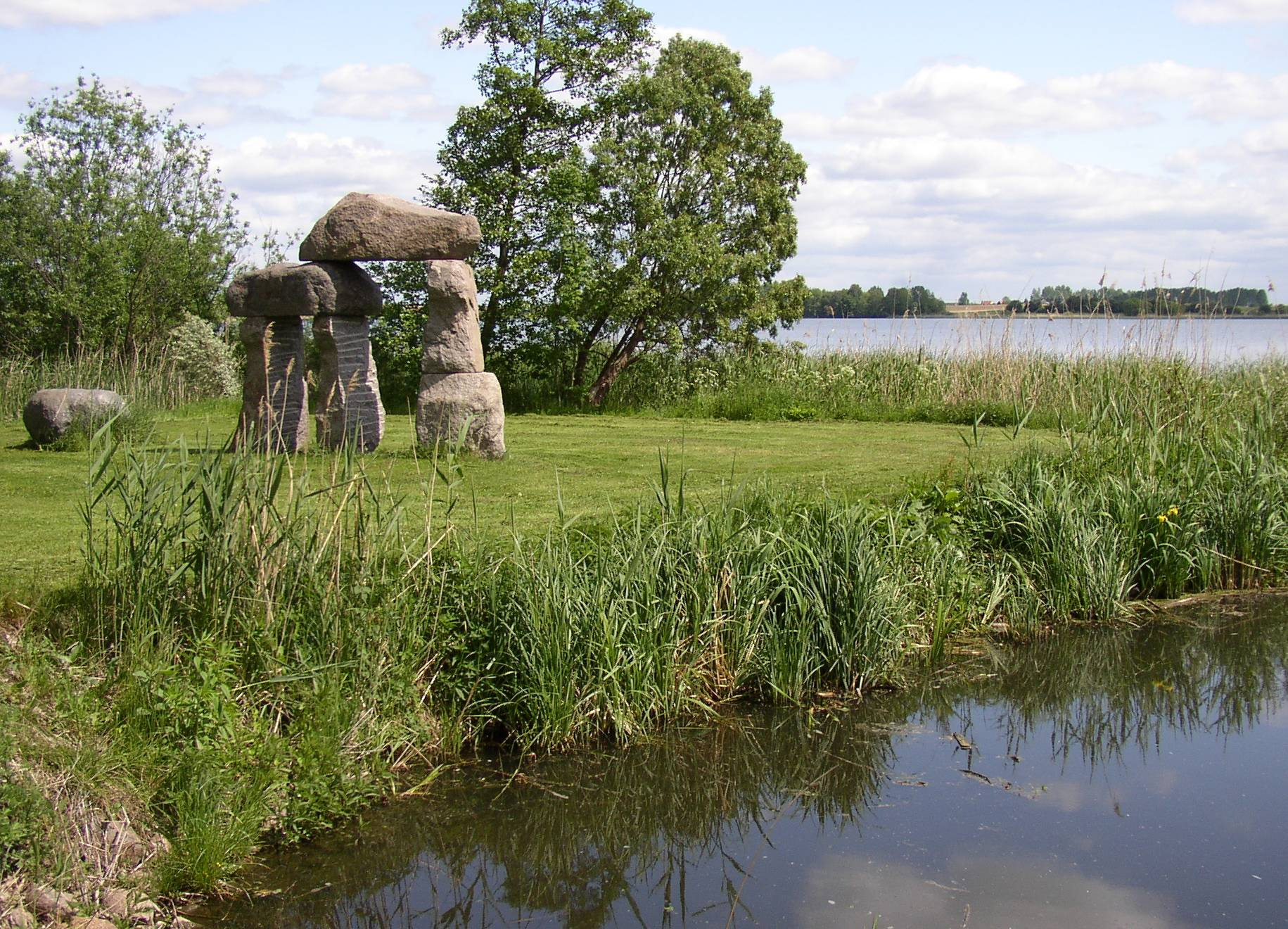
Одна из скульптур

В последние годы вокруг озера был создан пешеходный маршрут Mündeseerundweg. Частью этого кольцевого маршрута является парк скульптур, который создан из работ скульпторов, съезжавшихся с 1997 года в Ангермюнде на «Hartgesteinsymposien».
Посреди озера на песчаной отмели под поверхностью воды находится большой валун, так называемый камень голода. Эти камни уже несколько веков служат своеобразной отметкой экстремального снижения уровня воды в водоёмах Германии при сильных засухах. Раньше засухи вызывали неурожаи, которые приводили к голоду.